# Campeonato Capixaba de Futebol de 2020
O Campeonato Capixaba de Futebol de 2020 é uma competição com organização da Federação de Futebol do Estado do Espírito Santo (FES) no que concerne às duas divisões estaduais. A Série A iniciou-se em 25 de janeiro e a Série B em 29 de fevereiro. Com término inicialmente em 25 de abril (Série A) e 30 de maio (Série B).
As Séries A e B foram paralisada em 17 de março pela FES por tempo indeterminado devido à Pandemia de COVID-19. A Série B foi retomada em 17 de outubro, enquanto a Série A foi retomada em 21 de novembro.

## Série A
A fórmula de disputa é a mesma da última edição. Na Primeira Fase, os dez participantes jogam entre si em turno único, com os oito melhores avançando às Quartas de Final. Os cinco times mais bem colocados na edição passado fazem cinco jogos com o mando de campo (Vitória-ES, Real Noroeste, Rio Branco-ES, Estrela do Norte e Rio Branco VN), os demais fazem apenas quatro jogos com o mando. A Fase Final será disputada em sistema de mata-mata, onde os clubes se enfrentam em cruzamento olímpico com jogos de ida e volta, até as Finais. Os times com melhores campanhas na Primeira Fase terão o mando de campo nos jogos de volta da Fase Final. O campeão ganha o direito de disputar a Copa do Brasil de 2021 e a Série D de 2021. As duas últimas equipes na Primeira Fase serão rebaixadas à Série B de 2021. Com o cancelamento da Copa Espírito Santo de 2020 devido à Pandemia de COVID-19 e a melhoria da FES no Ranking da CBF, o campeão e vice-campeão capixaba ganham vagas na Copa do Brasil de 2021, Série D de 2021 e Copa Verde de 2021.

### Participantes
| Clube                  | Cidade                  | Temporada 2019 | Estádio               | Capacidade | Títulos (último) |
| ---------------------- | ----------------------- | -------------- | --------------------- | ---------- | ---------------- |
| Atlético Itapemirim    | Itapemirim              | 7º da Série A  | Sumaré[a]             | 6 000      | 1 (2017)         |
| Desportiva Ferroviária | Cariacica               | 8º da Série A  | Engenheiro Araripe    | 7 700      | 18 (2016)        |
| Estrela do Norte       | Cachoeiro de Itapemirim | 4º da Série A  | Sumaré                | 6 000      | 1 (2014)         |
| Linhares               | Linhares                | 2º da Série B  | Sernamby[b]           | 4 500      | 1 (2007)         |
| Real Noroeste          | Águia Branca            | 2º da Série A  | José Olímpio da Rocha | 5 281      | 0 (não possui)   |
| Rio Branco-ES          | Vitória                 | 3º da Série A  | Kleber Andrade        | 21 800     | 37 (2015)        |
| Rio Branco VN          | Venda Nova do Imigrante | 5º da Série A  | Olímpio Perim         | 2 100      | 0 (não possui)   |
| São Mateus             | São Mateus              | 1º da Série B  | Sernamby              | 4 500      | 2 (2011)         |
| Serra                  | Serra                   | 6º da Série A  | Robertão              | 2 000      | 6 (2018)         |
| Vitória-ES             | Vitória                 | 1º da Série A  | Salvador Costa        | 3 000      | 10 (2019)        |

Notas:

- a. ^  O Atlético Itapemirim mandou seus jogos no Sumaré, em Cachoeiro de Itapemirim.
- b. ^  O Linhares mandou seus jogos no Sernamby em São Mateus.

## Série B
Na Primeira Fase, os cinco participantes jogam entre si em dois turnos, com os quatro melhores avançando às Semifinais, que serão disputadas em partidas de ida e volta (1º x 4º e 2º x 3º). Os vencedores garantem o acesso à Série A de 2021 e decidem o título também em partidas de ida e volta.

### Participantes
| Clube        | Cidade          | Temporada 2019 | Estádio                     | Capacidade | Títulos (último) |
| ------------ | --------------- | -------------- | --------------------------- | ---------- | ---------------- |
| Capixaba     | Nova Venécia[c] | Não participou | Kleber Andrade              | 21 800     | 1 (1995*)        |
| CTE          | Colatina        | 6º da Série B  | Justiniano de Mello e Silva | 2 600      | 1 (2002**)       |
| Pinheiros-ES | Pinheiros       | 5º da Série B  | João Soares de Moura Filho  | 1 500      | 0 (não possui)   |
| Sport-ES     | Serra           | 3º da Série B  | Kleber Andrade              | 21 800     | 1 (2014***)      |
| Vilavelhense | Vila Velha      | 4º da Série B  | Kleber Andrade              | 21 800     | 1 (2003)         |

Notas:

- c. ^  O Capixaba iniciou a competição representando a cidade de Vargem Alta.
- * Título conquistado representando a cidade de Guaçuí.
- ** Título conquistados como CTE Colatina.
- *** Título conquistado representando a cidade de Domingos Martins.